# Berthold Diedrich Römer
Berthold Diedrich Römer (* 27. Mai 1797 in Oldenburg; † 2. Juni 1858 ebenda) war ein deutscher Offizier, zuletzt im Charakter eines Obersten des Großherzogtums Oldenburg. Außerdem war er von 1849 bis 1857 als Minister Vorsitzender des oldenburgischen Militärdepartements.

## Herkunft und Karriere
Römer wurde als Sohn des Kammerrats und späteren Kammerdirektors Diedrich Christian Römer (1748–1819) in Oldenburg geboren. Im Januar 1814 trat er in das neu aufgestellte oldenburgische Infanterieregiment (das spätere Oldenburgische Infanterie-Regiment Nr. 91) ein, wurde 1815 zum Fähnrich und 1817 zum Leutnant ernannt. Nach einer Ausbildung zum Artillerieoffizier, die er von 1820 bis 1822 bei der Preußischen Armee erhielt, wurde er 1828 zum Oberleutnant, 1830 zum Hauptmann befördert und erhielt die Stelle des Brigadeadjutanten der Oldenburgisch-Hanseatischen Brigade. Vom März 1834 bis zum April 1846 war er Direktor der oldenburgischen Militärschule, bevor er im Mai 1841 zum Major ernannt wurde.
Am 26. April 1849 wurde er Chef des Stabes des Großherzogs und Vorstand des im September 1848 neu geschaffenen Militärdepartements im Staatsministerium. Er übernahm damit de facto das Amt eines Ministers für Militärangelegenheiten in der ersten konstitutionellen Regierung unter dem Ministerpräsidenten Johann Heinrich Jakob Schloifer. Dieses Amt behielt er auch in den folgenden Regierungen von Buttel und von Rössing. Im Mai 1851 wurde er zum Oberstleutnant befördert und im Januar 1854 schließlich auch förmlich zum Minister ernannt.
Am 6. August 1857 wurde er mit dem Charakter eines Obersten verabschiedet und legte gleichzeitig sein Ministeramt nieder. Sein Nachfolger im Amt wurde Julius von Egloffstein, der bereits vor ihm von September 1848 bis April 1849 das Militärdepartement geleitet hatte. Römer war vor allem Offizier, dem die konstitutionelle Entwicklung seit 1848 im Grunde stets fremd blieb. Gerade in den ersten Jahren seiner ministeriellen Tätigkeit ergaben sich für ihn daraus Schwierigkeiten, da er die Anordnungen des Großherzogs ausführen zu müssen glaubte und dadurch in Konflikte mit den übrigen Mitgliedern der Regierung geriet.
Römer gehörte von 1818 bis 1833 der oldenburgischen Freimaurerloge Zum Goldenen Hirsch an und war von 1842 bis 1845 Mitglied des Literarisch-geselligen Vereins. Er blieb unverheiratet und hatte keine Kinder.

## Werk
- Kurze Anleitung zum Aufnehmen mit der Messkette und dem Messtische. Oldenburg. 1837.